# Top-posting
Il top-posting è la pratica di rispondere ad un messaggio, sia questo un messaggio su un forum internet, una mailing list o un post su usenet, in cima al messaggio originale. Il top-posting è sconsigliato dalla maggior parte di definizioni di netiquette nelle discussioni che coinvolgono più persone che presumibilmente leggono e intervengono in tempi diversi.
In Italia l'uso scorretto del top-posting è il più diffuso solo perché è stato adottato dal primo programma gratuito di posta elettronica di grande diffusione (Microsoft Outlook Express) e in seguito questa caratteristica è stata copiata da quasi tutti i servizi di posta elettronica via webmail, fino al servizio di posta elettronica ancora più diffuso come Gmail (con relativa app su Android), ma non è assolutamente corretto. RoundCube, ad esempio, risponde giustamente sotto al testo citato e non sopra.
| Perché così non si rende la discussione incomprensibile. > Perché? > > Preferisco rispondere in linea. > > > Come ti comporti allora? > > > > No. > > > > > Ti piace il top-posting? |
| --- |

## TOFU
TOFU (text over, fullquote under), letteralmente testo sopra, citazione completa sotto, significa rispondere al di sopra di un messaggio, citando per intero il messaggio originale al quale si risponde. Questa abitudine, alla quale ci si riferisce anche con il termine citazione in stile jeopardy (alludendo al gioco televisivo jeopardy!, nel quale i concorrenti, data la risposta ad una domanda, si sfidano nell'impresa di indovinare la domanda giusta).
Aggiungendo alla discussione di sopra le intestazioni e i saluti, questa si trasforma così:
| Ciao A.B.! Perché in tal modo si rende la discussione incomprensibile. Preferisco le repliche in linea. A presto, N.N. Mercoledì A.B. ha scritto: > Ciao N.N.! > > Come mai? > Come ti comporti invece? > > Saluti, > A.B. > > Martedì N.N. ha scritto: > > Ciao A.B.! > > > > No. > > > > Ci si sente, > > N.N. > > > > Lunedì A.B. ha scritto: > > > Ciao N.N.! > > > > > > Ti piace il top-posting? > > > > > > Saluti, > > > A.B. |
| --- |

Molte persone non gradiscono questo tipo di citazione, visto che assomiglia più ad un messaggio inoltrato che non ad una discussione. Inoltrando un messaggio la disposizione dei commenti al di sopra del messaggio originale è più logica, visto che i commenti 'presentano' il messaggio inoltrato, piuttosto che rispondervi.
| Ciao A.B. ! Come richiesto, segue la parte di interesse della lettera che X.Z. ha inviato al nostro gruppo. Saluti, N.N. Mercoledì, X.Y. ha scritto: > Ciao ragazzi! > > Gentilmente lavorate sulle sezioni 5 e 9 per venerdì. Il cliente dice che > il resto non è essenziale, come menzionato sotto. > > Grazie, > X.Z. > > Lunedì Cliente wrote: > > Rispettabile Signore, > > > > Avremmo bisogno di ricevere l'implementazione del nuovo metodo doohicky, e > > dell'output di heffalump. Ne abbiamo urgente bisogno entro venerdì; se la > > vostra squadra ha bisogno di concentrazione per ottenere questi risultati, > > possiamo attendere per le restanti attività di sviluppo. > > > > Grazie, > > J. Cliente |
| --- |

I sostenitori del top-posting affermano che ormai è pratica comune e che lo spreco di spazio dovuto alla citazione completa del messaggio originale è trascurabile, oggi che le mail sono sempre più spesso arricchite con voluminose immagini, firme lunghissime, e stili html. Coloro che utilizzano la tecnica TOFU sono caratterizzati dal loro disinteresse per la questione, e quindi raramente ne parlano. Alcuni di loro non sono nemmeno a conoscenza dell'esistenza di altri stili di citazione dei messaggi.
Coloro che preferiscono le repliche in linea al contrario provano spesso ad "evangelizzare" gli altri sulla questione, questione che a volte lascia indifferenti o infastiditi.

## Bottom-posting
Sebbene la risposta ingenua al top-posting possa essere il bottom-posting, questa tecnica prevede come unica differenza che la risposta segua il messaggio originale piuttosto che precederlo. Nel caso in cui il messaggio citato sia lungo e/o siano citate lunghe sequenze di messaggi, diventa molto impegnativo identificare le parti essenziali del discorso prima di leggere la risposta
| > > Mercoledì alle 9.40, Luigi ha scritto: > > Il servizio di posta elettronica verrà sospeso per circa trenta > > minuti questo pomeriggio, a partire dalle ore 17.00, per consentire > > l'installazione di importanti aggiornamenti e patches. > > Mercoledì alle 10.01, Daniele ha scritto: > Aspetta!! Alle 17.30 ho schedulato dei job che inviano un > rapporto allo staff tecnico. Non puoi ritardare di un'ora? Non preoccuparti. Vada per le 18.00 allora. |
| --- |

## Replica in linea
In genere il modo più corretto di rispondere ad un messaggio prevede l'eliminazione delle parti dei messaggi precedenti inessenziali alla comprensione del contesto, e la risposta sotto ciascuna parte di rilievo, in maniera simile ad una discussione naturale. Vengono così citate solo le parti rilevanti dei precedenti messaggi.
Questo stile è spesso chiamato "replica in linea" (inline reply), "risposta punto per punto", "botta e risposta", ed a volte erroneamente "bottom-posting".
| > > > ti piace il top-posting? > > No. > Perché? Perché rende la discussione incomprensibile. > Come ti comporti invece? Preferisco le repliche in linea. |
| --- |

Le parole della RFC1855, la RFC Netiquette Guidelines (linee guida per il galateo della rete), danno una indicazione completa delle convenzioni della rete:
Quando si manda una risposta ad un messaggio o un post bisogna assicurarsi di riassumere l'originale all'inizio del messaggio, o di citare sufficiente parte dell'originale per comprendere il contesto del discorso. Questo assicura che il lettore possa capire di cosa si sta parlando quando inizia a leggere la tua risposta.
La parte citata sopra tratta di messaggi inviati verso luoghi di discussione pubblici quali mailing list o su newsgroup. Per la corrispondenza interpersonale spesso l'oggetto è sufficiente per ricordare al destinatario l'argomento di cui si discute, e non è necessario alcun tipo di citazione.
Ad ogni modo se si sta argomentando su qualche punto di una precedente conversazione i punti sui quali si discute andrebbero esplicitamente indicati oppure andrebbe effettuata la citazione in linea.
La RFC si esprime in questo modo riguardo alle comunicazioni interpersonali:
Quando si risponde ad un messaggio, va incluso sufficiente materiale originale, ma non di più. È pessima educazione rispondere ad un messaggio includendo per intero tutto il messaggio precedente: Va eliminato tutto il materiale inessenziale.
Va aggiunto che andrebbe interposta una linea bianca tra il materiale citato e le risposte, in modo da assicurarsi che siano ben distinti l'uno dall'altra. Alcuni programmi di posta elettronica potrebbero persino provare a ri-giustificare l'intero paragrafo, unendo in tal modo le risposte alle citazioni, se queste non sono chiaramente separate, e rendendo così illeggibile la discussione. Un altro errore comune è lasciare scie di segni maggiore (">") prima e dopo il blocco citato, invece di posizionare linee completamente vuote a separazione dei blocchi.
Quando la tecnica di risposta punto-a-punto seguente il testo di un documento originale viene utilizzata su articoli o notizie, questa viene chiamata fisking.